# Танцы со звёздами (Франция)
«Танцы со звёздами» — развлекательное телешоу, стартовавшее на телеканале «TF1» 12 февраля 2011 года. Французская версия английской программы канала BBC «Strictly Come Dancing».
Правила соревнований аналогичны оригинальной британской версии.

## Сезоны
| Сезон | Премьера              | Финал                | Победители                          |
| ----- | --------------------- | -------------------- | ----------------------------------- |
| 1     | 12 февраля 2011 года  | 19 марта 2011 года   | M. Покора и Катерина Патчетт        |
| 2     | 8 октября 2011        | 19 ноября 2011 года  | Shy’m и Максим Дереймез             |
| 3     | 6 октября 2012 года   | 1 декабря 2012 года  | Эммануэль Муар и Фаур Хаутот        |
| 4     | 28 сентября 2013 года | 23 ноября 2013 года  | Ализе и Грегори Лионнет             |
| 5     | 27 сентября 2014 года | 29 ноября 2014 года  | Райан Бенсетти и Денитса Икономова  |
| 6     | 24 октября 2015 года  | 23 декабря 2015 года | Лоик Нотте и Денитса Икономова      |
| 7     | 15 октября 2016 года  | 16 декабря 2016 года | Лаурен Майстрет и Денитса Икономова |
| 8     | 14 октября 2017 года  | 13 декабря 2017 года | Августин Галина и Кандис Паскал     |
| 9     | 29 сентября 2018 года | 1 декабря 2018 года  | Клемит Реминет и Денитса Икономова  |
| 10    | 21 сентября 2019 года | 23 ноября 2019 года  | Сами Эль Жеуради и Фаур Хаутот      |